# Matar a Pinochet
Matar a Pinochet es una película dramática dirigida por Juan Ignacio Sabatini y estrenada en 2020. Está protagonizada por Daniela Ramírez, Cristián Carvajal, Juan Martín Gravina y Gabriel Cañas. 
Narra la historia de Ramiro y Tamara, que junto a sus compañeros de armas deciden realizar un intento de asesinato contra Augusto Pinochet, dictador de Chile entre 1973 y 1989.

## Argumento
La película se sitúa en Chile, en septiembre de 1986. El país vive 13 años de dictadura, al frente de Augusto Pinochet. Cansados de la situación, Ramiro y Tamara deciden reunir a sus compañeros de armas, un tanto inexpertos, para tramar un intento de asesinato contra el dictador. Tamara, a la cabeza de los guerrilleros del Frente Patriótico Manuel Rodríguez, observa una única solución... matar a Pinochet. Pero la revolución se quedó a solo un paso, y Tamara pudo haber cambiado la historia, de no ser por el espionaje y la traición.  Es una historia basada en hechos reales.

## Reparto
- Daniela Ramírez como Tamara
- Cristián Carvajal como Ramiro
- Juan Martín Gravina como Victoriano
- Gastón Salgado como Sacha
- Mario Horton como Jose Miguel
- Julieta Zylberberg como Silvia
- Gabriel Cañas como Ernesto
- Luis Gnecco como Carlos
- Alejandro Goic como el Fiscal Torres Silva
- Daniel Leyton como Enzo
- Génesis Irribarra como Fabiola
- Felipe Zepeda como Pedro
- David Gaete como Milton.[2]

## Contexto histórico
La película rememora un hecho real, la Operación Siglo XX, llevada a cabo por el Frente Patriótico Manuel Rodríguez y que fracasó. Tuvo lugar en 1986 y el objetivo de la operación era asesinar a Augusto Pinochet, al que alude el título de la película. El director comienza y acaba de una forma documental la reconstrucción histórica.
Imágenes de archivo contextualizan la película, mostrando la opresión política y social de la época, que se reflejan en la violencia de las calles. El epílogo se basa en un testimonio de una persona que sobrevivió al atentado fallido. El cineasta sólo muestra la anécdota en pinceladas, porque aun así junta la historia al típico thriller de acción (clandestinidad, resultados académicos). Aun así, el autor le da un toque personal, de forma casi literaria, a la hora de narrar los pensamientos de la Comandante Tamara (Daniela Ramírez). Al filme le caracteriza la dimensión introspectiva y poética.

## Lanzamiento
| Calificación de la Película                   | Duración | Resolución |
| --------------------------------------------- | -------- | ---------- |
| NO RECOMENDADA PARA MENORES DE DIECISÉIS AÑOS | 80 min.  | 12/11/2020 |

| Calificación del Tráiler                 | Duración   | Resolución |
| ---------------------------------------- | ---------- | ---------- |
| NO RECOMENDADA PARA MENORES DE DOCE AÑOS | 1 min 50 s | 10/11/2020 |

## Estrenos
| País      | Estreno                          |
| --------- | -------------------------------- |
| España    | Viernes, 20 de noviembre de 2020 |
| Argentina | Viernes, 20 de noviembre de 2020 |
| Chile     | Viernes, 20 de noviembre de 2020 |

## Recepción
En España la película fue vista por un total de 743 espectadores, recaudando en total 4.318,44 €.
Crítica
Elsa Fernández-Santos de El País dijo: "Con una estructura que se mueve entre sucesos y recuerdos (...) es una película tensa pero desaliñada. Aunque cumpla una función en la recuperación de la memoria más dolorosa de Chile"

## Premios
| Participación en Festivales                                              | Sección                                                 |
| ------------------------------------------------------------------------ | ------------------------------------------------------- |
| Festival Internacional De Cine Iberoamericano De Huelva (2020)           | Sección Oficial Largometrajes a Concurso                |
| Festival Internacional De Nuevo Cine Latinoamericano De La Habana (2020) | Latinoamérica en perspectiva - Panorama Latinoamericano |